# Li Han Hsiang
Li Han Hsiang, también conocido como Lee Hon Cheung (李翰祥 | cantonés: Lei Hon Cheung | mandarín: Lǐ Hàn Xiáng) era un diseñador, director, productor y guionista cinematográfico chino, nacido en Jinxi (Huludao) el 7 de marzo de 1926 y fallecido en Pekín el 17 de diciembre de 1996.

## Biografía
Tras estudiar pintura en Pekín e interpretación en Shanghái, Li llegó a Hong Kong en 1948 para trabajar como decorador, director artístico y actor. Tras una serie de papeles secundarios y varios oficios en escena, debutó como director en solitario con la película Blood in Snow, también conocida como Love's Elegy en 1954, un drama musical al servicio de Teresa Li. En 1956 es contratado por Shaws Company (luego rebautizada Shaw Brothers), para los que dirigió la primera película en color, The Kingdom and the Beauty, y una serie de dramas de época que dieron gran prestigio al estudio y buenas cifras en taquilla. Fue galardonado con el Golden Horse Award a la Mejor Dirección por Love Eterne y el Gran Premio Técnico del Festival de Cannes por Yang Kwei Fei, the Magnificent Concubine. En 1963 Li se marchó a Taiwán fundando el estudio Grand Motion Picture Co., Ltd. en busca de mayor libertad creativa; ese año fue galardonado con un segundo Golden Horse Award por Hsi Shih: Beauty of Beauties. Sin embargo acabó volviendo a Shaw en 1972 con The Warlord. En esta segunda época se especializó en comedias eróticas de época, a las que otorgaba siempre su toque de distinción. En 1983 dirigió en China continental la película en dos partes Burning of Imperial Palace y Reign Behind a Curtain, que significaron el debut de Tony Leung Ka Fai. Estaba filmando un "remake" de Palace Efang on Fire cuando falleció de un infarto en 1996.